# 特罗格碱
特罗格碱（英語：Tröger's base）是一种含氮四环有机化合物，化学式(CH
3C
6H
3NCH
2)
2CH
2，存在两种对映异构体，常温常压下为白色固体，1887年由德国化学家尤利乌斯·特罗格首次合成。